# Rudolf I. (Basel)
Rudolf I. war um 870  Bischof von Basel.
In der ältesten bekannten Bischofsliste aus der Abtei Münster im Elsass wird er als Ruodolphus sub Adriano II. angeführt, versah also sein Amt unter Papst Hadrian II. (867–870). Er wird auch im Necrologium des Klosters Reichenau erwähnt. Er starb demnach an einem 29. Juli. August Bernoulli vermutet 882 als Todesjahr.